# Will (série télévisée)
Pour les articles homonymes, voir Will.
Will est une série télévisée dramatique britannique sur la vie fictive de William Shakespeare au début de sa vingtaine. La série a été commandée pour une première saison, composée de dix épisodes, le 18 mai 2016. Elle a été diffusée sur TNT le 10 juillet 2017 et s'est terminée le 4 septembre 2017.
Le 5 septembre 2017, la série a été annulée après une saison.

## Synopsis
William Shakespeare se lasse de créer des gants, alors il quitte sa famille pour percer dans le théâtre. Il se rend donc à London tout en cachant qu'il est catholique. Il fera la connaissance de Christopher Marlowe (un poète) et développera une relation avec Alice Burbage. Lui et son cousin, Robert Southwell, recherché par Topcliffe, doivent gardés leurs religions secrète à ceux qui les menaces de les tuer.

## Fiche technique
- Titre original : Will
- Réalisation : Shekhar Kapur, Elliott Lester, Magnus Martens et Jonathan Teplitzky
- Scénario : Louise Fox, Corinne Marrinan, Craig Pearce, Jacquelin Perske, Mark Steilen, David Rambo, Sarah Byrd et Cat Jones[4]
- Cinématographie : John de Borman, Damian Bromley, Eric Kress et Erik Wilson
- Costumes : Caroline McCall[5]
- Producteurs exécutifs : Craig Pearce, Louise Rosager, Vince Gerardis, Shekhar Kapur, Alison Owen et Debra Hayward[6]
- Sociétés de production : TNT
- Pays d’origine : Angleterre, Royaume-Uni
- Langue originale : anglais
- Genre : Drame
- Durée : 60-68 minutes
- Dates de sortie : 
  -  Royaume-Uni : 10 juillet 2017[7]

## Distribution

### Acteurs principaux
- Laurie Davidson : William Shakespeare
- Olivia DeJonge : Alice Burbage
- Ewen Bremner : Richard Topcliffe
- Mattias Inwood : Richard Burbage
- Jamie Campbell Bower : Christopher Marlowe
- William Houston : Kemp
- Lukas Rolfe : Presto
- Max Bennett : Robert Southwell
- Colm Meaney : James Burbage

### Acteurs secondaires
- Nancy Carroll : Ellen Burbage
- Michael Nardone : Edward Arden
- Jamie Beamish : Augustine Phillips
- Nicholas Farrell : Francis Walsingham
- Edward Hayter : Thomas Walsingham
- Nicholas Woodeson : Philip Henslowe
- Henry Lloyd-Hughes : Edward Alleyn
- Kristy Philipps : Apelina, la sœur de Presto
- Bruce MacKinnon : Robert Greene
- Deirdre Mullins : Anne Shakespeare
- James Berkery : Jeremy Knightstand
- Zubin Varla : Edward Kelley
- Jasmin Savoy Brown : Emilia Bassano
- Kenneth Collard : Justice Young
- Leon Annor : Marcus
- Vauxhall Jermaine : Demetrius
- George Sear : Billy Cooper
- Cristian Valle : Antonio Swaarvey
- Adam Galbraith : Thomas Dalglesh
- Jonathan Jaynes : Astor Blunt
- Benny Maslov : Tye Brewster
- Ash Mukherjee : Bryce Flintock
- James T. Bowman : parolier du Globe Theatre
- Perran Pryor : SA

## Sortie
Plusieurs bande-annonces sont sorties, dont la dernière est sortie en juin 2017. La série est par ensuite sortie le lundi 10 juillet 2017 sur la chaîne télévisée TNT.